# 9663 Zwin
9663 Zwin eller 1996 GC18 är en asteroid i huvudbältet som upptäcktes den 15 april 1996 av den belgiske astronomen Eric W. Elst vid La Silla-observatoriet. Den är uppkallad efter naturreservatet Zwin på gränsen mellan Belgien och Nederländerna.
Asteroiden har en diameter på ungefär 4 kilometer.